# Vaggelīs Alexandrīs
Euaggelos Alexandrīs, detto Vaggelīs (in greco Ευάγγελος Αλεξανδρής?; Ilion, 2 febbraio 1951), è un ex cestista e allenatore di pallacanestro greco.

## Carriera
Con la Grecia ha disputato i Campionati europei del 1983.

## Palmarès

### Giocatore
- Campionato greco: 1

Aris Salonicco: 1978-79
- Coppa di Grecia: 1

PAOK Salonicco: 1984

### Allenatore
- Coppa Saporta: 1

Maroussi: 2000-01
- FIBA Europe Champions Cup: 1

Aris Salonicco: 2002-03